# Alterswil
Alterswil är en ort i kommunen Tafers i kantonen Fribourg, Schweiz. Orten var före den 1 januari 2021 en egen kommun, men inkorporerades då tillsammans med Sankt Antoni in i kommunen Tafers.